# Lee Haney
Lee Haney (Spartanburg, Dél-Karolina, 1959. november 11. –) profi testépítő, nyolcszoros Mr. Olympia.

## Eredményei
| Év    | Verseny                                         | Helyezés    |
| ----- | ----------------------------------------------- | ----------- |
| 1978. | Mr Coastal USA - AAU, Teen                      | 4. helyezés |
| 1979. | Mr Coastal USA - AAU, Teen                      | 4. helyezés |
| 1979. | Teen Mr America - AAU, Overall Winner           | 1. helyezés |
| 1979. | Teen Mr America - AAU, Tall                     | 1. helyezés |
| 1980. | Mr USA - AAU, HeavyWeight                       | 4. helyezés |
| 1982. | World Amateur Championships - IFBB, HeavyWeight | 1. helyezés |
| 1982. | Nationals - NPC, HeavyWeight                    | 1. helyezés |
| 1982. | Nationals - NPC, Overall Winner                 | 1. helyezés |
| 1982. | Junior Nationals - NPC, HeavyWeight             | 1. helyezés |
| 1982. | Junior Nationals - NPC, Overall Winner          | 1. helyezés |
| 1983. | Grand Prix England - IFBB                       | 2. helyezés |
| 1983. | Grand Prix Las Vegas - IFBB                     | 1. helyezés |
| 1983. | Grand Prix Sweden - IFBB                        | 2. helyezés |
| 1983. | Grand Prix Switzerland - IFBB                   | 3. helyezés |
| 1983. | Night of Champions - IFBB                       | 1. helyezés |
| 1983. | Mr. Olympia                                     | 3. helyezés |
| 1983. | World Pro Championships - IFBB                  | 3. helyezés |
| 1984. | Mr. Olympia                                     | 1. helyezés |
| 1985. | Mr. Olympia                                     | 1. helyezés |
| 1986. | Mr. Olympia                                     | 1. helyezés |
| 1987. | Grand Prix Germany (2) - IFBB                   | 1. helyezés |
| 1987. | Mr. Olympia                                     | 1. helyezés |
| 1988. | Mr. Olympia                                     | 1. helyezés |
| 1989. | Mr. Olympia                                     | 1. helyezés |
| 1990. | Mr. Olympia                                     | 1. helyezés |
| 1991. | Mr. Olympia                                     | 1. helyezés |